# Alfonso López Michelsen
Alfonso López Michelsen (Bogotà, 30 giugno 1913 – Bogotà, 11 luglio 2007) è stato un politico colombiano.
È stato Presidente della Colombia dall'agosto 1974 all'agosto 1978, come rappresentante del Partito Liberale Colombiano. 
Era figlio del due volte Presidente Alfonso López Pumarejo. Di professione avvocato, si è formato alla Universidad del Rosario di Bogotà.
Nel corso della sua carriera politica è stato anche Ministro degli affari esteri dall'agosto 1968 all'agosto 1970, sotto la presidenza di Carlos Lleras Restrepo, e primo Governatore del Dipartimento di Cesar dal dicembre 1967 all'agosto 1968.